# Alexander Gerschenkron
Alexander Gerschenkron (né le 1er octobre 1904 à Odessa, mort le 26 octobre 1978 à Cambridge, Massachusetts) est un historien de l'économie américain. D'origine russe, il a fui la Révolution russe pour Vienne en 1920, où il a été formé par l'école autrichienne d'économie. Puis il fuit le nazisme pour les États-Unis en 1938.
Professeur à Harvard à partir de 1962, il y enseigne la soviétologie et surtout l'histoire de l'économie.

## L'effet Gerschenkron
Fidèle à ses origines, Alexander Gerschenkron a consacré ses travaux à l'économie et à l'histoire russe.
Ses premiers travaux furent consacrés au développement économique en Union des républiques socialistes soviétiques et en Europe de l'Est. Dans un article remarqué de 1947, il mettait en lumière l'« effet Gerschenkron » (en changeant l'année de référence d'un index, on détermine la croissance de cet index). Ses études traquaient fréquemment les trucages statistiques des planificateurs soviétiques.

## Théorie du développement
Deux ans après que Walt Whitman Rostow eut publié une vision extrêmement linéaire - voire mécaniste - du développement économique des sociétés industrielles en cinq grandes étapes dans The Stages of Economic Growth: A Non-Communist Manifesto (Les étapes de la croissance économique) en 1960, Gerschenkron en fit une des critiques les plus sérieuses, montrant que les pays connaissant un développement plus tardif profitant de l'histoire des nations les ayant précédés, connaissent un rattrapage accéléré et sautent même certaines étapes.
Gerschenkron dans Economic Backwardness in Historical Perspective (1962) reformula la théorie du développement économique par étapes linéaires qui postule que le développement économique se déroule dans un ordre relativement déterminé. Cependant, il démontrait qu'à différentes périodes historiques correspondent différents types de développement : par exemple, en raison de la coexistence à une même époque de pays avancés et d'autres en retard, ces derniers peuvent éviter de franchir certaines étapes que les premiers avaient suivies, en adoptant leurs avancées technologiques. Cela est illustré par les voies particulières d'industrialisation suivies par le Japon de l'ère Meiji ou par l'Union soviétique. Dans le même ouvrage, et en relation avec ces idées, Gerschenkron considère que les problèmes du retard du développement ne concernent pas uniquement les pays arriérés. Des menaces sérieuses peuvent s'étendre aux pays avancés. Pour illustrer ses propos, il donne l'exemple de la Russie soviétique. Si la révolution bolchevique a réussi en 1917, c'est parce que le servage et le désespoir des paysans russes (la classe sociale la plus importante à l'époque) n'ont pas été vaincus au temps opportun.
Gerschenkron postulait que les économies les plus attardées étaient au début de leur décollage - il ne définit jamais exactement comment mesurer leur « retard », quoique se rapportant à leur placement sur un axe nord-ouest/sud-est européen, avec le Royaume-Uni à la pointe la plus avancée et les pays des Balkans à l'autre extrême. Les conditions de décollage les plus certaines devaient intervenir pendant la croissance : la consommation étant freinée en faveur de l'investissement (l'épargne) dans les pays partant de loin, ils devaient plus encore s'appuyer sur les banques et utiliser d'autres moyens de mobilisation des investissements, parmi d'autres conditions.
Malgré sa proximité avec l'« école autrichienne », il critiqua le « penny pinching, 'not-one-heller-more-policies' », du principal économiste de cette école, Eugen von Böhm-Bawerk, quand celui-ci fut ministre autrichien des Finances. Gerschenkron fit reposer l'essentiel des critiques du retard économique de l'Autriche sur le refus de Böhm-Bawerk de dépenser l'argent public sur des travaux publics d'infrastructures.

## Publications
- (en) Bread and Democracy in Germany, University of California press, 1943, rééd. Cornell University Press, 1989.
- (en) Economic Relations With the USSR, New York, 1945.
- (en) avec Alexander Erlich, A Dollar Index of Soviet Machinery Output, 1927-28 to 1937, Rand Corporation, 1951.
- (en) avec Nancy Nimitz, A Dollar Index of Soviet Petroleum Output, 1927-28 to 1937, Rand Corporation, 1952.
- (en) avec Nancy Nimitz, A Dollar Index of Soviet Iron and Steel Output, 1927-28 to 1937, Rand Corporation, 1953.
- (en) A Dollar Index of Soviet Electric Power Output, Rand Corporation, 1954.
- (en) Soviet Heavy Industry: A Dollar Index of Output, 1927-28 to 1937, Rand Corporation, 1954.
- (en) Economic Backwardness in Historical Perspective: A Book of Essays, Belknap Press of Harvard University Press, 1962.
- (en) Continuity in History, and Other Essays, Belknap Press of Harvard University Press, 1968.
- (en) An Economic Spurt That Failed: Four Lectures in Austrian History, Princeton University Press, 1977, rééd. 1992.
- L'Europe dans le miroir russe, Transition, 1998 (éd. originale : Europe in the Russian Mirror: Four Lectures in Economic History, Londres, Cambridge University Press, 1970).